# 沉默的目擊者
（直譯《沈默》），是2017年上映的韓國懸疑劇情片，翻拍自2013年的中國大陸電影《全民目击》。影片由《快樂到死》《銀嬌》的導演鄭址宇執導，崔岷植、朴信惠、柳俊烈、李荷妮主演，講述了財閥（崔岷植 飾）因女兒陷入殺人嫌疑後，聘請了辯護律師（朴信惠 飾）所發生的一連串故事。2018年1月19日在台灣上映。

## 劇情簡介
財閥林泰山（崔岷植 飾），相信「有錢能使鬼推磨」。林泰山是泰山集團的會長，擁有財富、名譽、權利甚至愛情，堪稱成功男人的典範。當深愛的著名歌手未婚妻劉娜（李荷妮 飾）慘遭殺害，唯一的女兒林美拉（李秀卿 飾）被指認為凶手，林泰山面臨著一瞬間失去所有的絕境。為了證明女兒的清白，林泰山用自己的方式查找事件真相，聘請了辯護律師崔熙靜（朴信惠 飾）為獨女辯護。
隨著法庭質證的深入，罪案真相卻越來越撲朔迷離。所有人都深陷迷局，真相隱遁在迷霧之中。

## 演員陣容
- 崔岷植 飾演 林泰山（原作：林泰），財閥，相信「有錢能使鬼推磨」。林泰山是泰山集團的會長，擁有財富、名譽、權利甚至愛情，堪稱成功男人的典範。
- 朴信惠 飾演 崔熙靜（原作：周莉），林泰山女兒林美拉的辯護律師，是美拉最大的依靠。像姊姊一樣的存在，一直深信美拉是無罪清白的，但隨著案件的發展越來越多證據讓她的情感發生很大的變化。
- 李荷妮 飾演 朴尤娜（原作：楊丹），知名歌手，財閥林泰山的未婚妻。
- 柳俊烈 飾演 金東明，尤娜的粉絲，擁有尤娜消失當天的CCTV畫面。是在原著中所不存在的，持有解決事件重要鑰匙的人物[5]。
- 李秀卿 飾演 林美拉（原作：林萌萌），林泰山的獨生女。[6]
- 朴海俊 飾演 東盛植（原作：童濤），檢察官。[7]
- 趙漢哲 飾演 鄭勝吉，林泰山的秘書。
- 李藝恩 飾演 路白
- 金榮在 飾演 黑色西裝男子
- 金秀珍 飾演 法官
- 南明烈 飾演 律所代表
- 南文哲 飾演 局長
- 姜信哲 飾演 老幺檢察官
- 朴圭瑛 飾演 大學生
- 徐賢宇 飾演 泰國分公司老闆
- 朴重金（박중금）飾演 調查官
- 朴志涓 飾演 調查官
- 李太炯 飾演 調查官
- 張元亨 飾演 調查官
- 許亨圭 飾演 酒精測試的警察
- 이민웅 飾演 事故研究員
- 權恩秀 飾演 麵包店兼職生
- 朴浩山 飾演 部長檢察官
- 金伊安 飾演 林泰山的隨行人員
- 陳賢光 飾演 法官
- 張勝祖 飾演 工作室室長
- 朴亨洙 飾演 計程車司機
- 尹大烈（윤대열）飾演 咖啡廳老闆
- 成道賢 飾演 出動前往監控商鋪的警察
- 全雲鐘 飾演 警察局工作人員
- 韓根燮 飾演 計程車司機
- 吳雅妍 飾演 僑胞
- 阿努帕姆·特里帕蒂 飾演 泰國工廠廠長

## 製作
主体拍摄歷時4個月，於2017年2月7日在泰國曼谷殺青。

## 獎項榮譽
| 年份   | 頒獎禮             | 獎項                | 入圍者 | 結果 | 參考         |
| ------ | ------------------ | ------------------- | ------ | ---- | ------------ |
| 2018年 | 第54屆百想藝術大獎 | 電影部門 最佳女配角 | 李荷妮 | 提名 | [ 9 ] [ 10 ] |
| 2018年 | 第54屆百想藝術大獎 | 電影部門 最佳女配角 | 李秀卿 | 獲獎 | [ 9 ] [ 10 ] |

## 外部連結
- NAVER電影 （页面存档备份，存于）
- Daum上《沉默的目擊者》的資料

- 韓國影院電影票綜合電算網 （页面存档备份，存于）
- 韩国电影数据库（KMDb）上《沉默的目擊者》的資料
- 互联网电影数据库（IMDb）上《沉默的目擊者》的资料（英文）
- 豆瓣电影上《沉默的目擊者》的資料 （简体中文）
- 《沉默的目擊者》在HanCinema的页面（英文）
- Box Office Mojo上《沉默的目擊者》的资料（英文）
- 爛番茄上《沉默的目擊者》的資料（英文）